# قهیج پایین
قهیج پایین یکی از روستاهای شهرستان شاهرود در استان سمنان ایران است.
این روستا در دهستان خرقان در بخش بسطام جای دارد. جمعیت روستای قهیج پایین بر پایه نتایج سرشماری سال ۱۳۸۵ برابر با ۴۸۸ نفر (۱۲۳ خانوار) بوده است.